# ハンティンドン郡 (ペンシルベニア州)
ハンティンドン郡（英: Huntingdon County）は、アメリカ合衆国ペンシルベニア州の中央部に位置する郡である。2010年国勢調査での人口は45,913人であり、2000年の45,586人から0.7%増加した。郡庁所在地はハンティンドン・ボロ（人口7,093人）であり、同郡で人口最大の町でもある。
ハンティンドン郡はその全体でハンティンドン小都市圏を構成している。1787年9月20日にベッドフォード郡から分離して設立された。

## 地理
アメリカ合衆国国勢調査局に拠れば、郡域全面積は889平方マイル (2,302.5 km2)であり、このうち陸地874平方マイル (2,263.6 km2)、水域は15平方マイル (38.8 km2)で水域率は1.68%である。

### 主要高規格道路

#### 州間高速道路
州間高速道路76号線（ペンシルベニア・ターンパイク）、ダブリン・タウンシップの隅を掠めているが、郡内に出口はない

#### アメリカ国道
- アメリカ国道22号線、西のブレア郡からモリス・タウンシップのアレクサンドリア近くで郡内に入り、スミスフィールド・タウンシップのハンティンドン事業地区を抜ける。東のブラディ・タウンシップのマウントユニオン近くでミフリン郡に抜ける
- アメリカ国道522号線、南のフルトン郡からダブリン・タウンシップのシェイドギャップ近くで郡内に入り、オービソニアとシャーリーズバーグの各ボロを通り、マウントユニオン・ボロで東のミフリン郡に抜ける

#### ペンシルベニア州道
- ペンシルベニア州道26号線
- ペンシルベニア州道305号線
- ペンシルベニア州道829号線
- ペンシルベニア州道994号線
- ペンシルベニア州道655号線
- ペンシルベニア州道747号線
- ペンシルベニア州道641号線
- ペンシルベニア州道45号線
- ペンシルベニア州道453号線
- ペンシルベニア州道35号線
- ペンシルベニア州道550号線
- ペンシルベニア州道350号線

### 隣接する郡
- センター郡 - 北
- ミフリン郡 - 東
- ジュニアータ郡 - 東
- フランクリン郡 - 南東
- フルトン郡 - 南
- ベッドフォード郡 - 南西
- ブレア郡 - 西

### 特徴的な地形
- レイスタウン湖（英語版）
- タッシー山（英語版）

## 人口動態
以下は2010年国勢調査による人口統計データである。
| 基礎データ - 人口: 45,913人 - 世帯数: 17,280 世帯 - 人口密度: 20人/km2（52人/mi2） - 住居数: 22,365軒 - 住居密度: 9軒/km2（24軒/mi2） 人種別人口構成 - 白人: 92.50% - アフリカン・アメリカン: 5.21% - ネイティブ・アメリカン: 0.09% - アジア人: 0.40% - 太平洋諸島系: 0.01% - その他の人種: 0.87% - 混血: 0.92% - ヒスパニック・ラテン系: 1.58% 先祖による構成 - ドイツ系：33.9% - アメリカ人：17.1% - アイルランド系：11.1% - イギリス系：7.5% - イタリア系：5.7% | 年齢別人口構成 - 18歳未満: 21.7% - 18-24歳: 10.1% - 25-44歳: 29.4% - 45-64歳: 24.0% - 65歳以上: 14.8% - 年齢の中央値: 38歳 - 性比（女性100人あたり男性の人口） - 総人口: 109.6 - 18歳以上: 110.2 世帯と家族（対世帯数） - 18歳未満の子供がいる: 30.1% - 結婚・同居している夫婦: 58.1% - 未婚・離婚・死別女性が世帯主: 8.3% - 非家族世帯: 29.6% - 単身世帯: 25.8% - 65歳以上の老人1人暮らし: 12.3% - 平均構成人数 - 世帯: 2.44人 - 家族: 2.92人 |

## 方言とアクセント
ハンティンドン郡民のほぼ全員が第一言語として英語を話している。よく話されているのが中央ペンシルベニア州アクセントであるが、多くのアーミッシュやメノナイトが住んでいるキスシャコキラス・バレーなどの地域では、ドイツ語が話されている。

## 都市と町

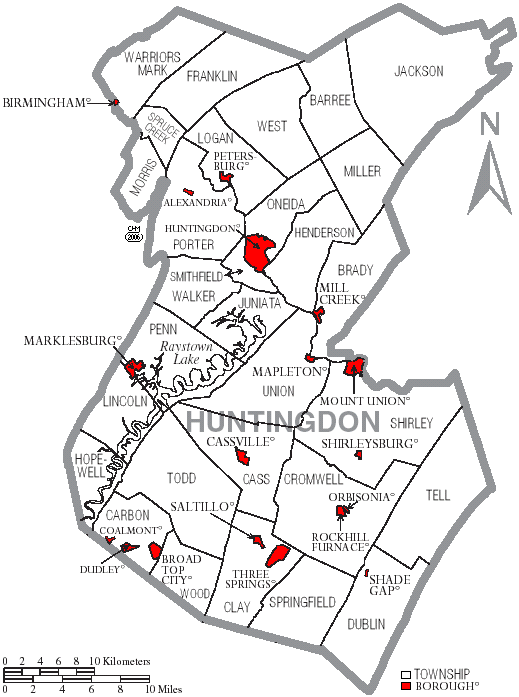
ハンティンドン郡の自治体、ボロは赤、タウンシップは白、国勢調査指定地域は青

ペンシルベニア州法の下では4種類の自治体がある。市、ボロ、タウンシップ、町である。

### ボロ
| - アレクサンドリア - バーミンガム - ブロードトップシティ - カスビル - コールモント - ダドリー | - ハンティンドン - 郡庁所在地 - メイプルトン - マークルズバーグ - ミルクリーク - マウントユニオン - オービソニア | - ピーターズバーグ - ロックヒル - サルティリョ - シェイドギャップ - シャーリーズバーグ - スリースプリングス |

### タウンシップ
| - バーリー - ブラディ - カーボン - カス - クレイ - クロムウェル - ダブリン - フランクリン - ヘンダーソン - ホープウェル | - ジャクソン - ジュニアータ - リンカーン - ローガン - ミラー - モリス - オナイダ - ペン - ポーター - シャーリー | - スミスフィールド - スプリングフィールド - スプルースクリーク - テル - トッド - ユニオン - ウォーカー - ウォリアーズマーク - ウェスト - ウッド |

### 国勢調査指定地域
国勢調査指定地域はアメリカ合衆国国勢調査局が人口統計データを取るために設定した地域である。州法の下では実際の司法権が及ぶ範囲ではない。村などその他の未編入領域も下記に挙げる。
- アレンポート
- マコネルズタウン

## 教育

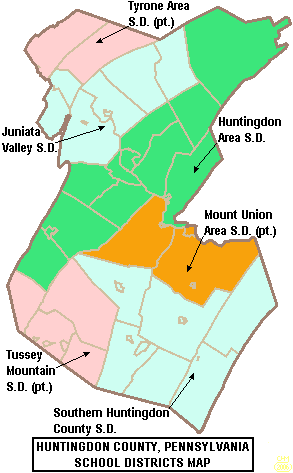
ハンティンドン郡教育学区の区分図

### 公共教育学区
- ハンティンドン地域教育学区
- ジュニアータバレー教育学区
- マウントユニオン地域教育学区（一部はミフリン郡内）
- 南ハンティンドン郡教育学区
- タッシーマウンテン教育学区（一部はベッドフォード郡内）
- タイロン地域教育学区（一部はブレア郡とセンター郡内）

#### 関連団体
- ハンティンドン郡職業訓練センター: ミルクリーク
- タスカローラ中間ユニット第11

### チャータースクール
- ニューデイ・チャータースクール、7年生－12年生: ハンティンドン
- ストーンバレー・コミュニティ・チャータースクール、幼稚園生-5年生: マカルビーズフォート

### 私立学校
- カルバリー・クリスチャン・アカデミー: ハンティンドン
- クラス学校: ミルクリーク
- グライア学校: バーミンガム
- ハンティンドン・クリスチャン・アカデミー: ハンティンドン
- ハンティンドン郡子供 & 成人開発センター
- メドウグリーン・メノナイト学校: スリースプリングス
- シェイバーズクリーク・クリスチャン学校: ピーターズバーグ
- タイニートッズ保育・学習センター: シェイドギャップ
- ウェストペン・F・グレイス・ブレスレン: サクストン
- ウッドコックバレー子供センター: ハンティンドン

### 高等教育機関
- ジュニアータ・カレッジ、小規模独立系教養型カレッジ、郡庁所在地のハンティンドンにある
- デュボイス実業カレッジ・ハンティンドン郡キャンパス、ハンティンドン・ボロのハンティンドン高校旧校舎を使っている
- ペンシルベニア・ハイランズ・コミュニティカレッジ、ハンティンドン・センター、ウォーカー・タウンシップ内

### 図書館
- ハンティンドン郡図書館
- アレクサンドリア・ボロ記念公共図書館

## メディア

### ラジオ
AMラジオは、郡内に放送局が1つあり、聴取できる局は14局ある。FMラジオは、郡内に放送局が4つあり、聴取できる局は19局ある。

### 新聞
- 「ザ・デイリー・ニューズ」[6]

### テレビ
テレビは全国ネットの系列局が6局揃っている。